# Liste de philosophes par année de naissance
On trouvera aussi dans cette liste des auteurs qui ne sont pas à proprement parler des philosophes, mais dont les œuvres ont eu une influence majeure dans l'histoire des idées. Pour les périodes récentes, une frise temporelle a été ajoutée afin de faciliter la lecture.

## Antiquité
- une liste détaillée est en cours de réalisation : Liste alphabétique des philosophes antiques

### Époque Antique

#### Aux origines
Homère (VIIIe siècle av. J.-C.) a été considéré dans l'Antiquité comme un précurseur de certaines écoles philosophiques (scepticisme), malgré les protestations de Platon.

#### VIIesiècleav. J.-C.
- Les Présocratiques
  - Les sept sages
  - Thalès de Milet (-625 ~ -547)
  - Anaximandre (-610 ~ -546)

#### VIesiècleav. J.-C.
- Les Présocratiques (suite)
  - Anaximène (v. -586 ~ -526)
  - Pythagore de Samos (v. -580 ~ -500)
  - Héraclite d'Éphèse (v. -550 ~ v. -480)
  - Parménide (v. -515 ~ v. -440 ou -450)
  - Xénophane (v. -570 ~ v. -475)

- Les Pythagoriciens anciens
  - Cercops
  - Pétron
  - Brontin
  - Hippase
  - Calliphon
  - Démocédès
  - Parméniscos

- Les Pythagoriciens moyens

- - Alcméon
  - Iccos
  - Paron
  - Ameinias (el)

- Les Pythagoriciens récents

- - Ménestor
  - Xouthos
  - Boidas
  - Thrasyalcès
  - Ion de Chio
  - Damon le musicien
  - Hippon
  - Phaléas et Hippodamos
  - Polyclète
  - Oenopide
  - Hippocrate de Chio
  - Théodore
  - Philolaos
  - Eurytos
  - Archippos
  - Lysis
  - Archytas
  - Occelos
  - Timée de Locres
  - Hicétas
  - Ecphantos
  - Xénophile
  - Dioclès
  - Echécrate
  - Phanton
  - Arion
  - Proros
  - Amyclas
  - Clinias
  - Damon
  - Phintias
  - Polymnastros
  - Simos
  - Myonide
  - Euphranor
  - Lycon

- La philosophie en Chine
  - Lao Tseu (老子 ou Lao Tse) (vers -570 ~ -490)
  - Confucius (孔夫子 ou Kǒng Fūzǐ) (-551 ~ -479)

- La philosophie en Inde
  - Le Bouddha (Siddhârtha Gautama) (v. -563 ~ -483)
  - Mahāvīra (fondateur du jaïnisme) (v. -599 ~ -527)

### Grèce classique

#### Vesiècleav. J.-C.
- Les Présocratiques (fin)
  - Anaxagore (v. -500 ~ v. -428)
  - Timée de Locres (Ve siècle av. J.-C.)
  - Empédocle (-493 ~ -433)
  - Zénon d'Élée (v. -490 ~ v. -430)
  - Protagoras d'Abdère (-490 ~ -408)
  - Gorgias (-487 ~ -380)
  - Leucippe (v. -460 ~ v. -370)
  - Démocrite (v. -460 ~ v. -370)
  - Critias (v. -460 ~ -403)

- Socrate (-470 ~ -399)

- Les Socratiques
  - Euclide de Mégare (v. -450 ~ -380)
  - Antisthène (v. -444 ~ v. -365)
  - Andocide (v. -440 ~ v. -392)
  - Aristippe de Cyrène (v. -435 ~ -355)
  - Xénophon (v. -430 ~ v. -355)
  - Platon (-427 ~ -347)

- Les orateurs
  - Isocrate (-436 ~ -338)

- La science
  - Hippocrate (v. -460 ~ -377)
  - Euclide d'Alexandrie (-325 ~ -265)

#### IVesiècleav. J.-C.
- Philosophie grecque
  - Diogène de Sinope (v. -400 - v. -325)
  - Xénocrate (v. -400 - v. -314)
  - Aristote (-384 ~ -322)
  - Théophraste (v. -372 ~ v. -287)
  - Pyrrhon (-365 ~ -275)
  - Démétrios de Phalère (v. -360 ~ -282)
  - Épicure (v. -341 ~ -270)
  - Douris de Samos (v. -340 ~ v. -260)
  - Zénon de Cition (-335 ~ -264)
  - Cléanthe (-331 ~ -232)

- Philosophie chinoise
  - Mencius ( 孟子 Mèng Zǐ ) (v. -371 ~ -289)
  - Zhuangzi ( 莊子 / 庄子 Zhuāng Zǐ ou Chuang Tzu) (-369 ~ -286)
  - Lie Zi ( 列子 Liè Zǐ ou Lieh Tzu) (v. -350 ~ v. -250)
  - Zou Yan ( 鄒衍 / 邹衍 Zōu Yǎn ) (-305 ~ -240)

### Période hellénistique

#### IIIesiècleav. J.-C.
- Arcésilas de Pitane (v. -315 ~ v. -241)
- Ératosthène (-284 ~ -192)
- Chrysippe de Soli (-281 ~ v. -205)
- Carnéade (v. -215 ~ v. -129)
- Ptolémaïs de Cyrène

#### IIesiècleav. J.-C.
- Panétios de Rhodes (v. -180 - v. -110)
- Huainan Zi (Huai-nan Tzu) (v. -179 ~ -122)
- Posidonios d'Apamée (v. -135 - v. -50)
- Philodème de Gadara (v.-110 - v.-40 )
- Cicéron (-106 ~ -43)

#### Iersiècleav. J.-C.
- Lucrèce (v. -98 - v. -54)
- Yang Xiong ( 揚雄 / 扬雄 Yáng Xióng ) (v. -53 - v. 18)
- Philon d'Alexandrie (v. -13 - v. 54)

#### Les stoïciens
- Cicéron
- Sénèque (-4 - 65)
- Épictète (v. 50 - v. 130)
- Plutarque (50 - 125)
- Marc Aurèle (121 - 180)
- Cléanthe

Les épicuriens
- Diogène Laërce (début IIIe siècle apr. J.-C.)
- Diogène  D'oenanda
- Épicure
- Métrodore
- Hermarque

Le moyen épicurisme (IIe – Ier siècles av. J.-C.) 
- Zénon de Sidon
- Démétrios Lacon
- Lucrèce
- Sextus Empiricus
- Galien
- Philodème

Le dernier épicurisme (Ier – IIIe siècles) 
- Sextus Empiricus
- Galien
- Sénèque
- Plutarque
- Cléomède

Divers autres philosophes  
- Plotin (205 - 270)
- He Yan (v. 195 ~ 249)
- Wang Bi (226 ~ 249)
- Porphyre de Tyr (233 - 304)
- Guo Xiang, (252? ~ 312)
- Jamblique (283 - 333)
- Augustin d'Hippone (Aurelius Augustinus) (354 - 430)
- Hypatie d'Alexandrie (v. 370 - 415)
- Proclos (412 - 485)
- Philon d'Alexandrie (-30 - 50)
- Apollonius de Tyane (v. 2 - 97)
- Celse (IIe siècle)
- Alexandre le Damascène (milieu du IIe siècle apr. J.-C.)
- Ammonius Saccas (v. IIe siècle-IIIe siècle apr. J.-C.)
- Sextus Empiricus (v. IIe siècle-IIIe siècle apr. J.-C.)
- Lesbonax (Ier siècle)

## Moyen Âge

### VIesiècle
- Boèce (480 - 524 ou 525)
- Cassiodore
- Isidore de Séville

### VIIIesiècle
- Bède le Vénérable (672-735), mathématicien, philosophe, historien, a développé les arts libéraux, a créé le comput.
- Alcuin (730-804), conseiller de Charlemagne, fondateur des écoles dans l'empire carolingien,
- Théodulf d'Orléans (750-821), théologien.

### IXesiècle
- Al-Kindi (Abû Yûsuf Ya'qûb ibn Ishâq al-Kindî) (vers 801 - 873)
- Jean Scot Erigène (810 - 870)
- Rhazes (Abû Bakr ibn Zakariyyâ al-Râzî) (865 - 923)

### Xesiècle
- Al-Farabi (Abû Nasr Muhammad ibn Muhammad ibn Tarhân ibn Azwalag al-Fârâbî) (870 - 950)
- Gerbert d'Aurillac / Sylvestre II

### XIesiècle
- Avicenne (Abû 'Ali al-Husayn ibn 'Abdallah ibn Sînâ) (980 - 1037)
- Saint Anselme (1033 - 1109)
- Al-Ghazali (Abû Hâmid Muhammad ibn Muhammad ibn Tawus Ahmad al-Tûsî al-Shaf'î) (1058-1111)
- Roscelin (1050 - 1120)
- Abu-l-Ala al-Maari (973-1057)
- Al-Biruni (973-1048)
- Omar Khayyam (1048-1131)

### XIIesiècle
- Guillaume de Champeaux (1070 - 1121)
- Pierre Abélard (1079 - 1142)
- Ibn Tufayl (Abû Bakr Muhammad ibn Tufayl) (1100 - 1185)
- Averroes (Abû al-Walid Muhammad ibn Ahmad ibn Muhammad ibn Ruchd) (1126 - 1198)
- Zhu Xi ( 朱熹 Zhū Xī ) (1130 - 1200)
- Moïse Maïmonide (Mosheh ben Maymûn) (1135 - 1204)

### XIIIesiècle
- Saint Albert le Grand (1193 ou 1206 - 1280)
- Moshe ben Nahman dit Nahmanides (vers 1194 - 1270)
- Roger Bacon (1214 - 1294)
- Henri de Gand (1217 - 1293)
- Saint Bonaventure (1221 - 1274)
- Saint Thomas d'Aquin (1225 - 1274)
- Siger de Brabant (1240 - 1281)
- Cavalcante Cavalcanti (v. 1250 - v. 1280)
- Jacques de Viterbe (v. 1255 - 1307)
- Maître Eckhart (1260 - 1327 ou 1328)
- Jean Duns Scot (vers 1266 - 1308)
- Michele da Cesena (v. 1270 - 1342)
- Marsile de Padoue (v. 1275 - v. 1342)

### XIVesiècle
- Guillaume d'Occam (v. 1285 - 1349 ou 1350).
- Jean Buridan (v. 1300 - 1358).
- Grégoire de Rimini (v. 1300 - 1358)
- Richard Kilvington (v. 1302 - 1361)
- Richard Brinkley
- Nicolas Aston
- Giovanni Dondi (1318 - 1389)
- Geoffroy Hardeby (v. 1320 - v. 1385)
- Giacomo Allegretti (1326 - 1393)
- Ibn Khaldun (Abu Zayd 'abd Al-Rahman ibn Muhammad ibn Khaldûn) (1332 - 1395)
- Blaise de Parme (v. 1365 - 1416)
- Jean Gerson (1363 - 1429)
- Leonardo Bruni (1370 - 1444)
- Guarino Veronese (1370 - 1460).
- Palla di Onorio Strozzi (1372 - 1462)
- Poggio Bracciolini, dit Le Pogge (1380 - 1459).
- Gaëtan de Tiène (1387 - 1465).

### XVesiècle
- Nicolas de Cues (1401 - 1464)
- Leon Battista Alberti (1404 - 1472)
- Lorenzo Valla (1407 - 1457)
- Lauro Quirini (1420 - 1470)
- Nicoletto Vernia (v. 1420 - 1499)
- Juda ben Yehiel (v. 1422 - v. 1498)
- Cristoforo Landino (1424 - 1498)
- Gabriel Biel (v. 1425 - 1495)
- Sigismondo de' Conti (1432 - 1512)
- Marsile Ficin (1433 - 1499)
- Pierleone Leoni (it) (1445 - 1503)
- Alessandro Braccesi (v. 1440 - 1492)
- Ludovico Lazzarelli (1447 - 1500)
- León Hebreo (v. 1460 - v. 1530)
- Pomponazzi (1462 - 1525)
- Jean Pic de la Mirandole (1463 - 1494)
- Alessandro Achillini (1463 - 1512)
- Didier Érasme (1466 - 1536)
- Francesco Zorzi (1466 - 1540)
- Nicolas Machiavel (1469 - 1527)
- Aulo Giano Parrasio (1470 - 1522)
- Ovadia ben Jacob Sforno (1470 - 1550)
- Giovanni Crisostomo Javelli (v. 1470 - 1538)
- Taddeo Taddei (1470 - 1529)
- Agostino Nifo (v. 1473 - 1539)
- Girolamo Fracastoro (v. 1476 - 1553)
- Thomas More (1478–1535)
- Leandro Alberti (1479 - 1552)
- Charles de Bovelles (1479 - 1566)
- Giulio Camillo Delminio (1480 - 1544)
- Luis Nuñez Coronel (V. 1480 - 1531)
- Francesco Guicciardini (1483 - 1540)
- Mariangelo Accursio (1489 - 1546)
- Iacopo Aconcio (v. 1492 - v. 1567)
- Simone Porzio (1496 - 1554)
- Vittore Trincavelli (1496 - 1568)
- Giovan Battista Gelli (1498 - 1563)
- Mario Nizzoli (1498 - 1566)
- Francisco Marroquín (1499 - 1563)

## Renaissanceet époque moderne

### XVIesiècle
- Pierre Favre (1506-1546)
- Étienne de La Boétie (1530 - 1563)
- Jean Bodin (1530 - 1596)
- Michel Eyquem de Montaigne (1533 - 1592)
- Luis de Molina (1535 - 1600)
- Pierre Charron (1541 - 1603)
- Giordano Bruno (1548 - 1600)
- Francisco Suárez (1548 - 1617)
- Francis Bacon (1561 - 1626)
- Otto Casmann (1562 - 1607)
- Tommaso Campanella (1568 - 1639)
- Kotch Barma Fall (1586 - 1655)
- Marin Mersenne (1588 - 1648)
- Thomas Hobbes (1588 - 1679)
- Rodrigo de Arriaga (1592 - 1667)
- Pierre Gassendi (1592 - 1655)
- René Descartes (1596 - 1650)
- Henricus Regius (1598-1679)

### XVIIesiècle
- Pierre de Fermat (1601 - 1665)
- Antoine Arnauld (1612 - 1694)
- Saint-Évremond (1614 - 1703), de son nom complet Charles Le Marquetel de Saint-Denis
- Julien Davion (1615 - 1661)
- Blaise Pascal (1623 - 1662)
- Baruch Spinoza (1632 - 1677)
- John Locke (1632 - 1704)
- Hieronymus Hirnhaim (1637 - 1677)
- Nicolas Malebranche (1638 - 1715)
- Gottfried Wilhelm Leibniz (parfois écrit Leibnitz) (1646 - 1716)
- Jean Meslier (1664 - 1729)
- Giambattista Vico (1668 - 1744)
- Shaftesbury (1671 - 1713), de son nom complet Anthony Ashley-Cooper, 3e comte de Shaftesbury
- Christian Wolff (1679 - 1754)
- George Berkeley (1685 - 1753)
- Montesquieu (1689 - 1755), de son nom complet Charles Louis de Secondat, baron de La Brède et de Montesquieu
- Hutcheson (1694 - 1746)
- Voltaire (1694 - 1778)

### XVIIIesiècle

#### Liste
- Joseph-Adrien Lelarge de Lignac (1697-1762)
- Jean Banières (vers 1700-?)
- Samuel Colliber (actif de 1718 à 1737)
- Benjamin Franklin (1706 - 1790)
- Julien Offray de La Mettrie (1709 - 1751)
- Thomas Reid (1710 - 1796)
- David Hume (1711 - 1776)
- Jean-Jacques Rousseau (1712 - 1778)
- Denis Diderot (1713 - 1784)
- Alexander Gottlieb Baumgarten (1714 - 1762)
- Helvétius (1715 - 1771)
- Condillac (Étienne Bonnot, abbé de Condillac dit) (1715 - 1780)
- Dom Deschamps (1716 - 1774)
- Baron Johann Joachim Winckelmann (1717 - 1768)
- D'Alembert (1717-1783)
- Charles Bonnet (1720-1793)
- Georges Louis Schmid (1720-1805)
- D'Holbach (1723 - 1789)
- Adam Smith (1723 - 1790)
- Emmanuel Kant (1724 - 1804)
- Moses Mendelssohn (1729 - 1786)
- Edmund Burke (1729 - 1797)
- Vincenzo Gregorio Lavazzoli (1731 - 1806)
- John Millar (1735 - 1801)
- Donatien Alphonse François de Sade (1740 - 1814)
- Giovanni Cristofano Amaduzzi (1740 - 1792)
- Nicolas de Condorcet (1743 - 1794)
- Friedrich Heinrich Jacobi (1743 - 1819)
- Thomas Jefferson (1743 - 1826)
- Johann Gottfried von Herder (1744 - 1803)
- Jeremy Bentham (1748 - 1832)
- Joseph de Maistre (1753 - 1821)
- Destutt de Tracy (1754 - 1836)
- Louis-Gabriel de Bonald (1754 - 1840)
- Charles Millon (1754 - 1839)
- Antoine Chrysostome Quatremère de Quincy (1755-1849)
- William Godwin (1756 - 1836)
- Pierre-Jean-Georges Cabanis (1757 - 1808)
- Constantin-François Chassebœuf, comte de Volney (1757 - 1820)
- Claude Henri de Rouvroy, comte de Saint-Simon (1760 - 1825)
- Christian Godefroy Bardili (1761 - 1808)
- Johann Gottlieb Fichte (1762 - 1814)
- Karl Heinrich Heydenreich (1764 - 1801)
- Maine de Biran (1766 - 1824)
- Friedrich Ludewig Bouterweck (1766 - 1828)
- Benjamin Constant (1767 - 1830)
- Jean-Baptiste Say (1767 - 1832)
- Wilhelm von Humboldt (1767 - 1835)
- Georg Hegel (1770 - 1831)
- Charles Fourier (1772 - 1837)
- James Mill (1773 - 1836)
- Friedrich Willhelm Joseph von Schelling (1775 - 1854)
- Josef Hoëné-Wronski (1776 - 1853)
- Charles Comte (1782 - 1837)
- Félicité Robert de Lamennais 1782 - 1854
- Charles Dunoyer (1786 - 1862)
- Arthur Schopenhauer (1788 - 1860)
- Friedrich Wilhelm Carové (1789 - 1852)
- Victor Cousin (1792 - 1867)
- Auguste Comte (1798 - 1857)
- Giacomo Leopardi (1798 - 1837)

### XIXesiècle

#### Liste
- Frédéric Bastiat (1801 - 1850)
- Antoine Cournot (1801 - 1877)
- Gustav Fechner (1801 - 1887)
- Ralph Waldo Emerson (1803 - 1882)
- Ludwig Feuerbach (1804 - 1872)
- Allan Kardec (1804 - 1869)
- Alexis de Tocqueville (1805 - 1859)
- Max Stirner (1806 - 1856)
- John Stuart Mill (1806 - 1873)
- Michel Chevalier (1806 - 1879)
- Lysander Spooner (1808 - 1887)
- Pierre-Joseph Proudhon (1809 - 1865)
- Søren Kierkegaard (1813 - 1855)
- Jules Lequier (1814 - 1862)
- Mikhaïl Bakounine (1814 - 1876)
- Gustave de Molinari (1819 - 1912)
- Karl Marx (1818 - 1883)
- Friedrich Engels (1820 - 1895)
- Herbert Spencer (1820 - 1903)
- Jakob Frohschammer (1821 - 1893)
- Hippolyte Taine (1828 - 1893)
- Maurice Joly (1829 - 1878)
- Wilhelm Dilthey (1833 - 1911)
- Lord Emerich Edward Dalberg Acton (1834 - 1902)
- Benjamin Tucker (1835 - 1923)
- Franz Brentano (1838 - 1917)
- Ernst Mach (1838 - 1916)
- Charles Sanders Peirce (1839 - 1914)
- William James (1842 - 1910)
- Hermann Cohen (1842 - 1918)
- Richard Avenarius (1843 - 1896)
- Gabriel Tarde (1843 - 1904)
- Friedrich Nietzsche (1844 - 1900)
- Ludwig Geiger (1848-1919)
- Gottlob Frege (1848 - 1925)
- Sigmund Freud (1856 - 1939)
- Arthur Hannequin (1856 - 1905)
- Gueorgui Plekhanov (1856-1918)
- Lucien Lévy-Bruhl (1857-1939)
- Georg Simmel (1858-1918)
- Gustave Belot (1859 - 1929)
- Edmund Husserl (1859 - 1938)
- Henri Bergson (1859 - 1941)
- John Dewey (1859 - 1952)
- Jacques Elie Henri Ambroise Ner (Han Ryner, dit) (1861 - 1938)
- Pierre Duhem (1861 - 1916)
- Rudolf Steiner (1861 - 1925)
- Alfred North Whitehead (1861 - 1947)
- Maurice Blondel (1861 - 1949)
- Georges Palante (1862 - 1925)
- George Santayana (1863 - 1952)
- Max Weber (1864 - 1920)
- Miguel de Unamuno (1864 - 1936)
- Léon Chestov (1866 - 1938)
- Benedetto Croce (1866 - 1952)
- Kazimierz Twardowski (1866 - 1938)
- Julien Benda (1867-1956)
- Alain (Émile Chartier, dit) (1868 - 1951)
- Sri Aurobindo (1872 - 1950)
- Bertrand Russell (1872 - 1970)
- George Edward Moore (1873 - 1958)
- Max Scheler (1874 - 1928)
- Ernst Cassirer (1874 - 1945)
- Georg Mehlis (1878 - 1942)
- Martin Buber (1878 - 1965)
- Otto Weininger (1880 - 1903)
- Oswald Spengler (1880 - 1936)
- Pierre Teilhard de Chardin (1881 - 1955)
- Ludwig von Mises (1881 - 1973)
- René Le Senne (1882-1954)
- Alexandre Koyré (1882-1964)
- Jacques Maritain (1882 - 1973)
- Louis Lavelle (1883-1951)
- José Ortega y Gasset (1883 - 1955)
- Karl Jaspers (1883 - 1969)
- Gaston Bachelard (1884 - 1962)
- Étienne Gilson (1884-1978)
- Ernst Bloch (1885-1977)
- Georg Lukács (1885 - 1971)
- Stanisław Leśniewski (1886 - 1939)
- Tadeusz Kotarbiński (1886 - 1981)
- Jean Wahl (1888-1974)
- Carl Schmitt (1888-1985)
- Ludwig Wittgenstein (1889 - 1951)
- Gabriel Marcel (1889 - 1973)
- Martin Heidegger (1889 - 1976)
- Ferdinand Gonseth (1890 - 1975)
- Antonio Gramsci (1891 - 1937)
- Edith Stein (1891 - 1942)
- Rudolf Carnap (1891 - 1970)
- Walter Benjamin (1892 - 1940)
- Roland Dalbiez (1893 - 1976)
- Henry Hazlitt (1894 - 1993)
- Max Horkheimer (1895-1973)
- Gershom Scholem (1897-1982)
- Herbert Marcuse (1898-1979)
- Leonard E. Read (1898 - 1983)
- Alfred Schütz (1899 - 1959)
- Leo Strauss (1899-1973)
- Friedrich Hayek (1899 - 1992)

## Époque contemporaine

### XXesiècle
- Gilbert Ryle (1900 - 1976)
- Stéphane Lupasco (1900 - 1988)
- Hans-Georg Gadamer (1900 - 2002)
- Lanza del Vasto (1901 - 1981)
- Henri Lefebvre (1901 - 1991)
- Jean Guitton (1901 - 1999)
- Ángel Rodríguez Bachiller (1901 - 1983)
- Gunther Anders (1902 - 1992)
- Alexandre Kojève (1902 - 1968)
- Karl Popper (1902 - 1994)
- Raymond Ruyer (1902 - 1987)
- Alfred Tarski (1902 - 1983)
- Mortimer Adler (1902 - 2001)
- Georges Politzer (1903 - 1942)
- Theodor W. Adorno (1903 - 1969)
- Frank Ramsey (1903 - 1930)
- Jean Cavaillès (1903 - 1944)
- Yeshayahou Leibowitz (1903 - 1994)
- Vladimir Jankélévitch (1903 - 1985)
- Hans Jonas (1903 - 1993)
- Henry Corbin (1903 - 1978)
- Georges Canguilhem (1904 - 1995)
- Medhananda (1904 - 1994)
- Emmanuel Mounier (1905 - 1950)
- Ayn Rand (1905 - 1982)
- Jean-Paul Sartre (1905 - 1980)
- Raymond Aron (1905 - 1983)
- Rush Rhees (1905 - 1989)
- Emmanuel Lévinas (1906-1995)
- Ferdinand Alquié (1906 - 1985)
- Hannah Arendt (1906 - 1975)
- Jean Beaufret (1907 - 1982)
- Maurice Merleau-Ponty (1908 - 1961)
- Simone de Beauvoir (1908 - 1986)
- Willard Van Orman Quine (1908 - 2000)
- Claude Lévi-Strauss (1908 - 2009)
- Simone Weil (1909 - 1943)
- Valentin Feldman (1909 - 1942)
- Isaiah Berlin (1909 - 1997)
- Jeanne Hersch (1910 - 2000)
- Emil Cioran (1911 - 1995)
- John Langshaw Austin (1911 - 1960)
- Arne Næss (1912 - 2009)
- Jacques Ellul (1912 - 1994)
- Marie-Dominique Philippe (1912 - 2006)
- Paul Ricœur (1913 - 2005)
- Albert Camus (1913 - 1960)
- Roland Barthes (1915 - 1980)
- Peter Geach (1916 - 2013)
- Georg Henrik von Wright (1916 - 2003)
- Kurt Baier (1917 - 2010)
- Donald Davidson (1917 - 2003)
- Louis Althusser (1918-1990)
- Iris Murdoch (1919 - 1999)
- Gertrude Elizabeth Margaret Anscombe (1919 - 2001)
- Suzanne Bachelard (1919 - 2007)
- Mario Bunge (1919 - 2020)
- Peter Frederick Strawson (1919 - 2006)
- Fernand Brunner (1920 - 1991)
- Jacques D'Hondt (1920 - 2012)
- Jules Vuillemin (1920 - 2001)
- Jean Ladrière (1921 - 2007)
- Edgar Morin (1921 - )
- John Rawls (1921 - 2002)
- Lucien Jerphagnon (1921 - 2011)
- Karl-Otto Apel (1922 - 2017)
- Cornelius Castoriadis (1922 - 1997)
- Michel Henry (1922 - 2002)
- Marcel Conche (1922- 2022)
- Thomas Samuel Kuhn (1922 - 1996)
- Imre Lakatos (1922 - 1974)
- Pierre Hadot (1922 - 2010)
- Jean Bollack (1923 - 2012)
- René Girard (1923 - 2015)
- Paul Feyerabend (1924 - 1994)
- Jean-François Lyotard (1924 - 1998)
- Kostas Axelos (1924 - 2010)
- Jean-François Revel (1924 - 2006)
- François Châtelet (1925 - 1985)
- Gilles Deleuze (1925 - 1995)
- Michael Dummett (1925 - 2011)
- Albert Jacquard (1925 - 2013)
- Michel Lefeuvre (1925 - )
- François Wahl (1925 - 2014)
- Michel Foucault (1926 - 1984)
- Ivan Illich (1926 - 2002)
- Murray Rothbard (1926 - 1994)
- Stanley Cavell (1926 - 2018)
- Hilary Putnam (1926 - 2016)
- Robert Misrahi (1926 - 2023)
- Kah Kyung Cho (1927 - )
- Noam Chomsky (1928 - )
- Michel Clouscard (1928 - 2009)
- Jean Baudrillard (1929 - 2007)
- Jacques Demorgon (1929 - )
- Jürgen Habermas (1929 - )
- Jaakko Hintikka (1929 - 2015)
- Alasdair MacIntyre (1929 - 2025)
- George Steiner (1929 - 2020)
- Jacques Derrida (1930 - 2004)
- Félix Guattari (1930 - 1992)
- Pierre Bourdieu (1930 - 2002)
- Michel Serres (1930 - 2019)
- Egon Bondy (1930 - 2007)
- Henri Atlan (1931 - )
- Guy Debord (1931 - 1994)
- Richard Rorty (1931 - 2007)
- Charles Taylor (1931 - )
- Umberto Eco (1932 - 2016)
- John Searle (1932 - )
- Ali Chariati (1933 - 1977)
- Jean Granier (1933 - 2019)
- Élisabeth de Fontenay (1934 - )
- Arnór Hannibalsson (1934 - 2012)
- Hasso Hofmann (1934 - 2021)
- Sandra G. Harding (1935 - )
- Heinz Wismann (1935 - )
- C.A.J. Coady (1936 - )
- Ian Hacking (1936 - 2023)
- Alain Badiou (1937 - )
- Gernot Böhme (1937 - )
- André Glucksmann (1937 - 2015)
- François Laruelle (1937 -)
- John Alexander Wilson Gunn (1937-2023)
- Robert Nozick (1938 - 2002)
- José Gil (1939 - )
- Clément Rosset (1939 - 2018)
- Tzvetan Todorov (1939 - 2017)
- Reiner Schürmann (1940 - 1993)
- Jacques Bouveresse (1940 - 2021)
- Dan Goldstick (1940 - )
- Saul Aaron Kripke (1940 - 2022)
- Philippe Lacoue-Labarthe (1940 - 2007)
- Jean-Luc Nancy (1940 - 2021)
- Jacques Rancière (1940 - )
- Régis Debray (1940 - )
- David Lewis (1941 - 2001)
- Jean-François Mattéi (1941 - 2014)
- André Moreau (1941 - )
- Julia Kristeva (1941 - )
- Robert C. Solomon (1942 - 2007)
- Daniel Dennett (1942 - )
- Peter van Inwagen (1942 - )
- Vincent Descombes (1943 - )
- Leszek Nowak (1943-2009)
- Helen Longino (1944 - )
- Jean-Claude Baudet (1944 - 2021)
- Rolf Kühn (de) (1944 - )
- Douglas Hofstadter (1945 - )
- Estelle Binant (1946 - 2023)
- Michel Guérin (1946 - )
- Jean-Luc Marion (1946 - )
- Peter Singer (1946 - )
- Ruwen Ogien (1947 - 2017)
- Sergio Custodio (1947 - 2020)
- Marcel Gauchet (1947 - )
- Barbara Cassin (1947 - )
- Robert Maggiori (1947 - )
- Peter Sloterdijk (1947 - )
- Serge Valdinoci (1947 - )
- Bruno Latour (1947 -2022 )
- Michael Detlefsen (1948 - 2019)
- Bernard-Henri Lévy (1948 - )
- Nancy Tuana (1949 - )
- Henri Mongis (1949 - )
- Hans-Hermann Hoppe (1949 - )
- Axel Honneth (1949 - )
- Alain Finkielkraut (1949 - )
- Slavoj Žižek (1949 - )
- Luc Ferry (1951 - )
- François Jullien (1951 - )
- Starhawk[1] (1951 - )
- André Comte-Sponville (1952 - )
- Firuz Mustafa (1952 - )
- Bernard Stiegler (1952 - 2020 )
- Olivier Abel (1953 - )
- Miguel Benasayag (1953 - )
- Andreï Vélikanov (1954 - )
- Monique Canto-Sperber (1954 - )
- Dominique Bourg (1953 - )
- Bruno Pinchard (1955 - )
- Alan Sokal (1955 - )
- Pierre Lévy (1956 - )
- Judith Butler (1956 - )
- Marc-Alain Ouaknin (1957 - )
- Georges-Elia Sarfati (1957 - )
- James F. Conant (1958 - )
- Jean-Clet Martin (1958- )
- Rocky Gerung (1959-)
- Michel Onfray (1959 - )
- Pascal Michon (1959 - )
- Catherine Malabou (1959 - )
- Yves-Marie Adeline (1960 - )
- Michel Puech (1960 - )
- Angelika Krebs (1961 - )
- Sandra Laugier (1961 - )
- Tariq Ramadan (1962 - )
- Paul Clavier (1963 - )
- Jordi Pigem (1964 - )
- Laurence Vanin-Verna (1966 - )
- Claude Romano (1967 - )
- Jocelyn Benoist (1968 - )
- Giuseppe Campuzano (1969 - )
- Bernard Aspe (1970 - )
- Lars Iyer (1970 - )
- David Enoch (1971 - )
- Mehdi Belhaj Kacem (1973 - )
- Vincent Cespedes (1973 - )
- Stéphane Sangral (1973 - )
- Raphael Enthoven (1975 - )
- Thorsten J. Pattberg (1977 - )